# Geografie van Saoedi-Arabië
Deze pagina beschrijft de geografie van Saoedi-Arabië.

## Geografie
- lengte landgrenzen: totaal 4415 km (814 km met Irak, 728 km met Jordanië, 676 km met Oman, 222 km met Koeweit, 60 km met Qatar, 475 met VAE, 1458 met Jemen.
- kustlijn: 2640 km (met de Rode Zee en de Perzische Golf)
- hoogste punt: Jabal Sawda 3133 m
- Enkele streken: Hidjaz, Nadjd en de Rub al-Khali
- Heilige plaatsen: Mekka en Medina
- Havensteden: Jeddah, Dammam en Yanbu
- Historisch landen in Saoedi-Arabië: Asir en Koninkrijk Hedjaz

### Provincies in Saoedi-Arabië
- 1 Al Bahah
- 2 Al Hudud ash Shamaliyah
- 3 Al Jawf
- 4 Medina
- 5 Al Qasim
- 6 Riyad
- 7 Ash-Sharqiyah
- 8 Asir
- 9 Hail
- 10 Jizan
- 11 Mekka
- 12 Najran
- 13 Tabuk